# 7 vírgenes
7 vírgenes es una película española dirigida por Alberto Rodríguez.

## Sinopsis
Es verano en un barrio obrero y marginal de Sevilla. Tano, un adolescente que cumple condena en un reformatorio, recibe un permiso especial de 48 horas para asistir a la boda de su hermano Santacana. Con su mejor amigo, Richi, se lanza a vivir esas horas con el firme propósito de divertirse y de hacer todo lo que le está prohibido: se emborracha, se droga, roba, ama y vuelve a sentirse vivo y libre. Pero, a medida que pasan las horas, Tano también asiste al desmoronamiento de todos sus puntos de referencia: el barrio, la familia, el amor, la amistad, todo ha cambiado. Más allá de un permiso de 48 horas, la libertad de Tano se convierte en un viaje obligado hacia la madurez.

## Palmarés cinematográfico
- Goya en la 20.ª edición al mejor actor revelación para Jesús Carroza.
- Concha de Plata en el Festival de San Sebastián para Juan José Ballesta.

## Reparto
| Intérprete              | Personaje                     |
| ----------------------- | ----------------------------- |
| Juan José Ballesta      | Tano                          |
| Jesús Carroza           | Richi                         |
| Vicente Romero          | Santacana                     |
| Julián Villagrán        | José María                    |
| Alba Rodríguez          | Patri                         |
| Ana Wagener             | Madre Richi                   |
| Manolo Solo             | Director Centro               |
| Maite Sandoval          | Madre de Patri                |
| Iride Fontana           | Wendy                         |
| José Chaves             | Chema                         |
| Angie Daniela Lizundia  | Aurora                        |
| Kerryl Higashio         | Kerryl                        |
| David Ligero            | Bromuro                       |
| Javier Berger           | Educador                      |
| Diego José Estévez Soto | Tipo pelea 3                  |
| Daniel Fernández        | Chaval Esplanada              |
| Alejandro Lillo         | El Canijo                     |
| Fernando Mansilla       | Tío de Richi                  |
| Héctor Mora             | Rana                          |
| Muriel                  | Muriel Moreno                 |
| Antonia Ramírez         | Abuela                        |
| Sergio Ortega           | Lolo                          |
| José Manuel Pacheco     | Caca                          |
| Manuel Rodríguez        | Tipo Cartera                  |
| José Manuel Solozano    | Fali                          |
| Pablo Valdera           | Tipo pelea 1                  |
| Loles León              | Loles León                    |
| Adolfo Verde            | Gregorio                      |
| Antonio Dechent         | Policía                       |
| Orquesta Metrópolis     | Themselves - Orquesta en boda |
| Iride Barroso           | Paz Padilla                   |